# خالد بن احمد آل خلیفه
خالد بن احمد آل خلیفه (انگلیسی: Khalid bin Ahmed Al Khalifa؛ زادهٔ ۲۴ آوریل ۱۹۶۰) (زاده ۲۴ آوریل ۱۹۶۰) دیپلمات بحرینی است که از سال ۲۰۰۵ تا ژانویه ۲۰۲۰ وزیر امور خارجه بحرین بود.
شیخ خالد دومین وزیر امور خارجه در تاریخ بحرین بود.
او کارشناسی تاریخ و علوم سیاسی را از دانشگاه سنت ادواردز در سال ۱۹۸۴ دریافت کرده‌است. 

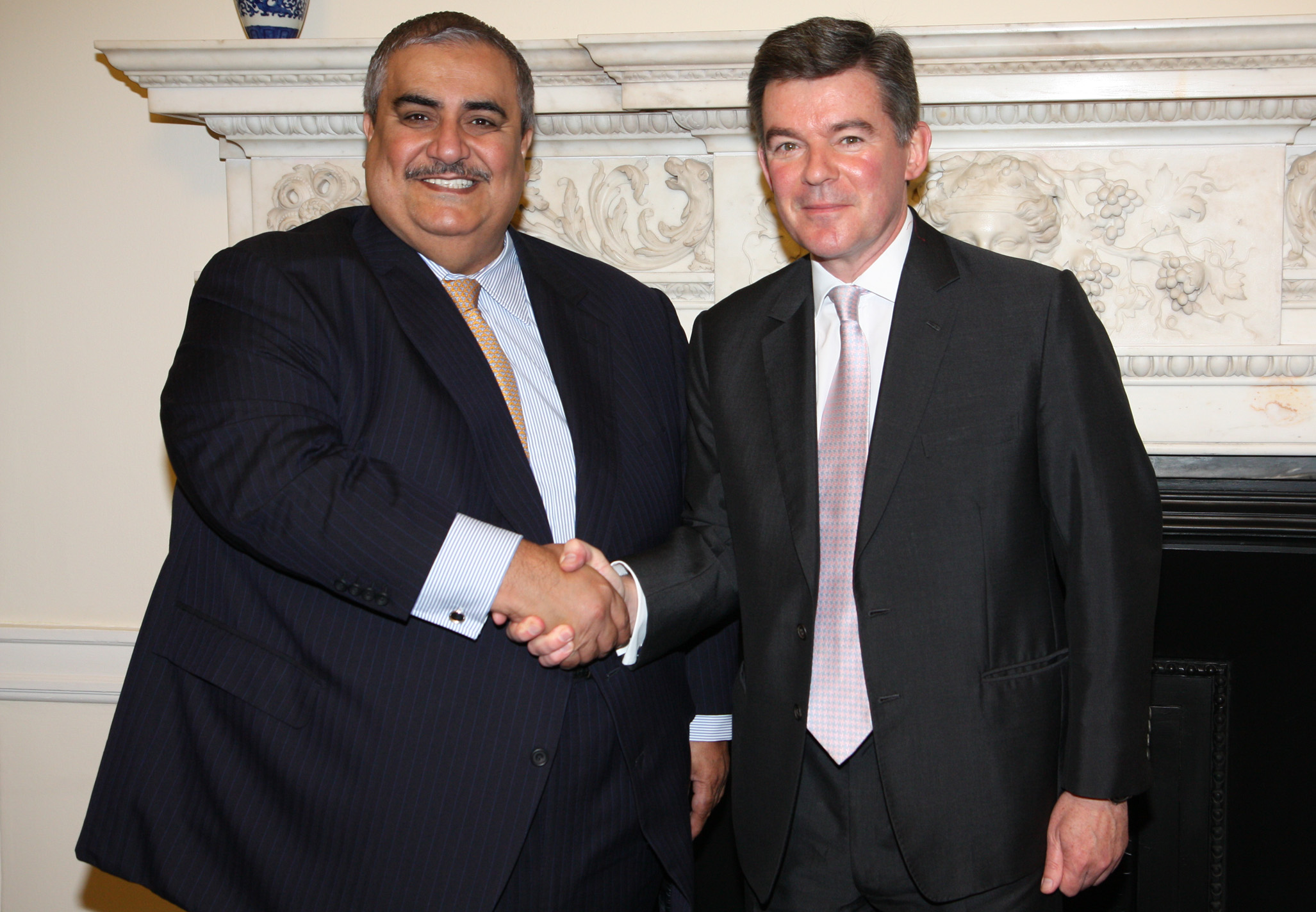